# Edith Minturn Stokes

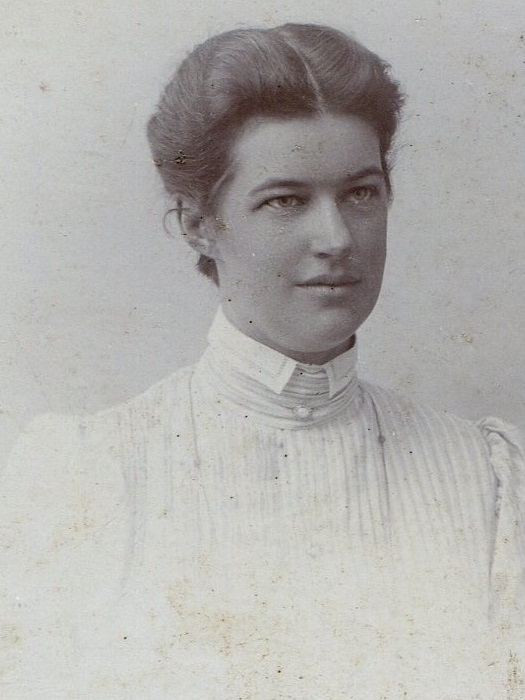
Edith Minturn Stokes, Fotografie ca. 1895

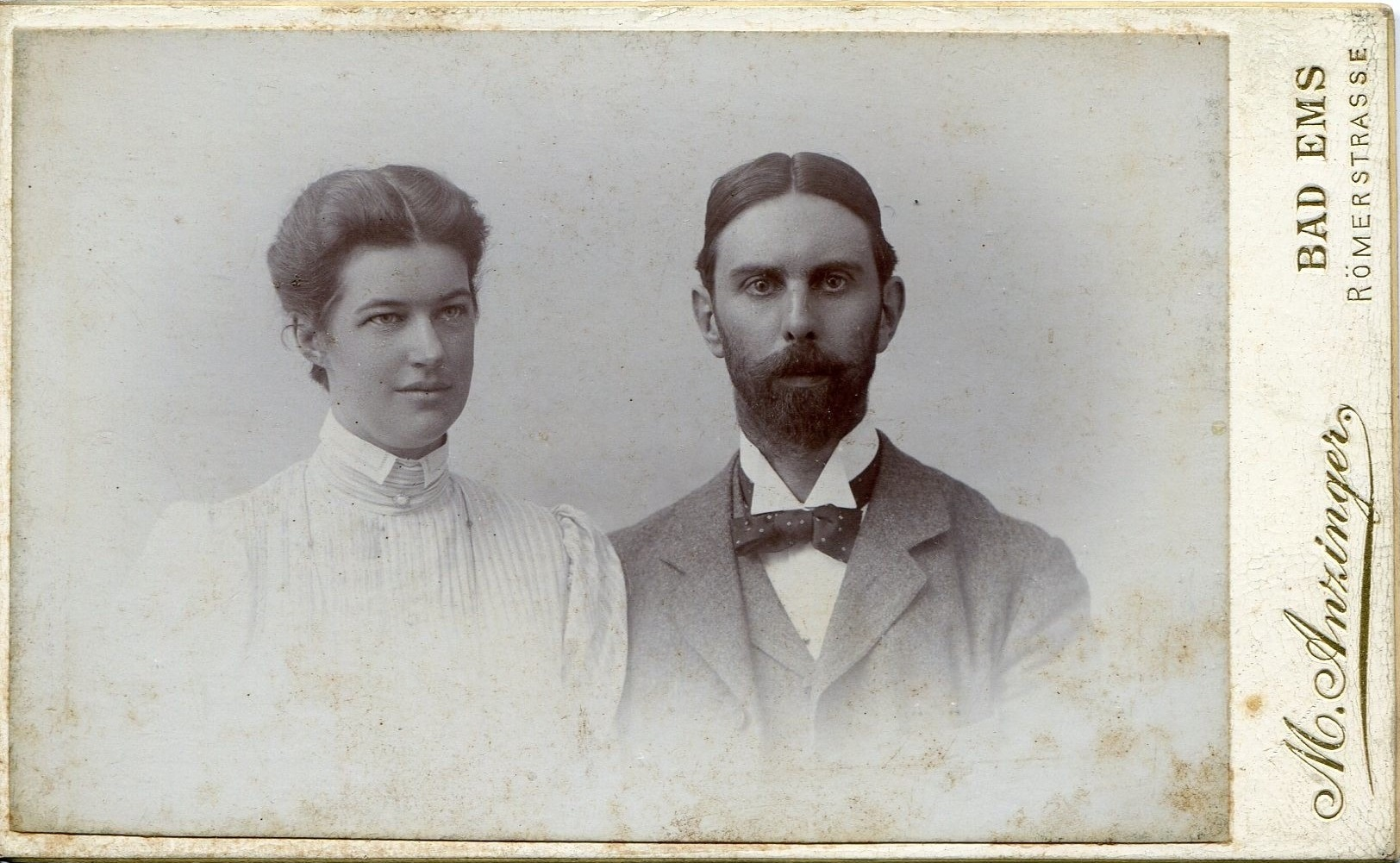
Edith Minturn und Isaac Newton Phelps Stokes, Fotografie ca. 1895

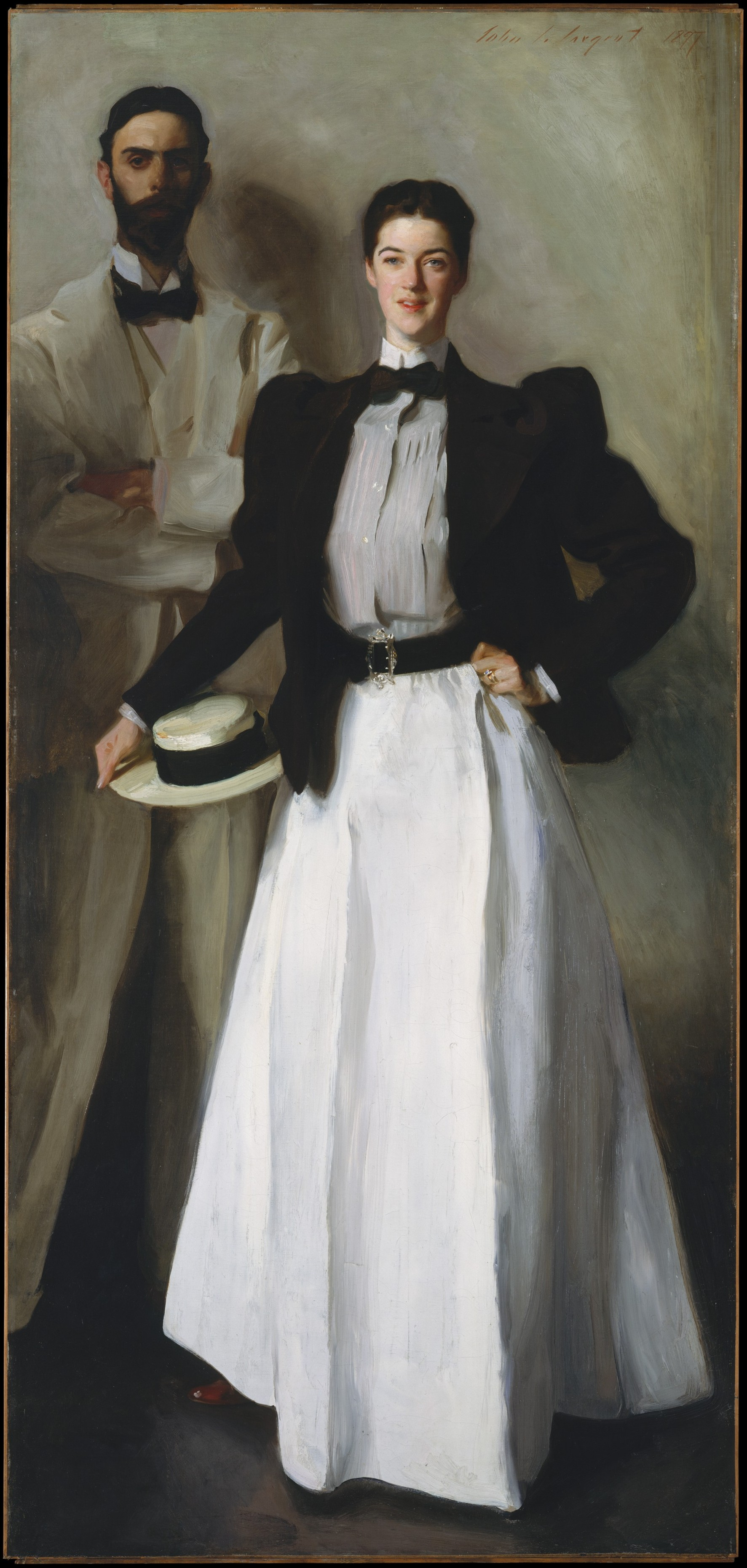
Mr. and Mrs. I. N. Phelps Stokes, Gemälde von John Singer Sargent, 1897

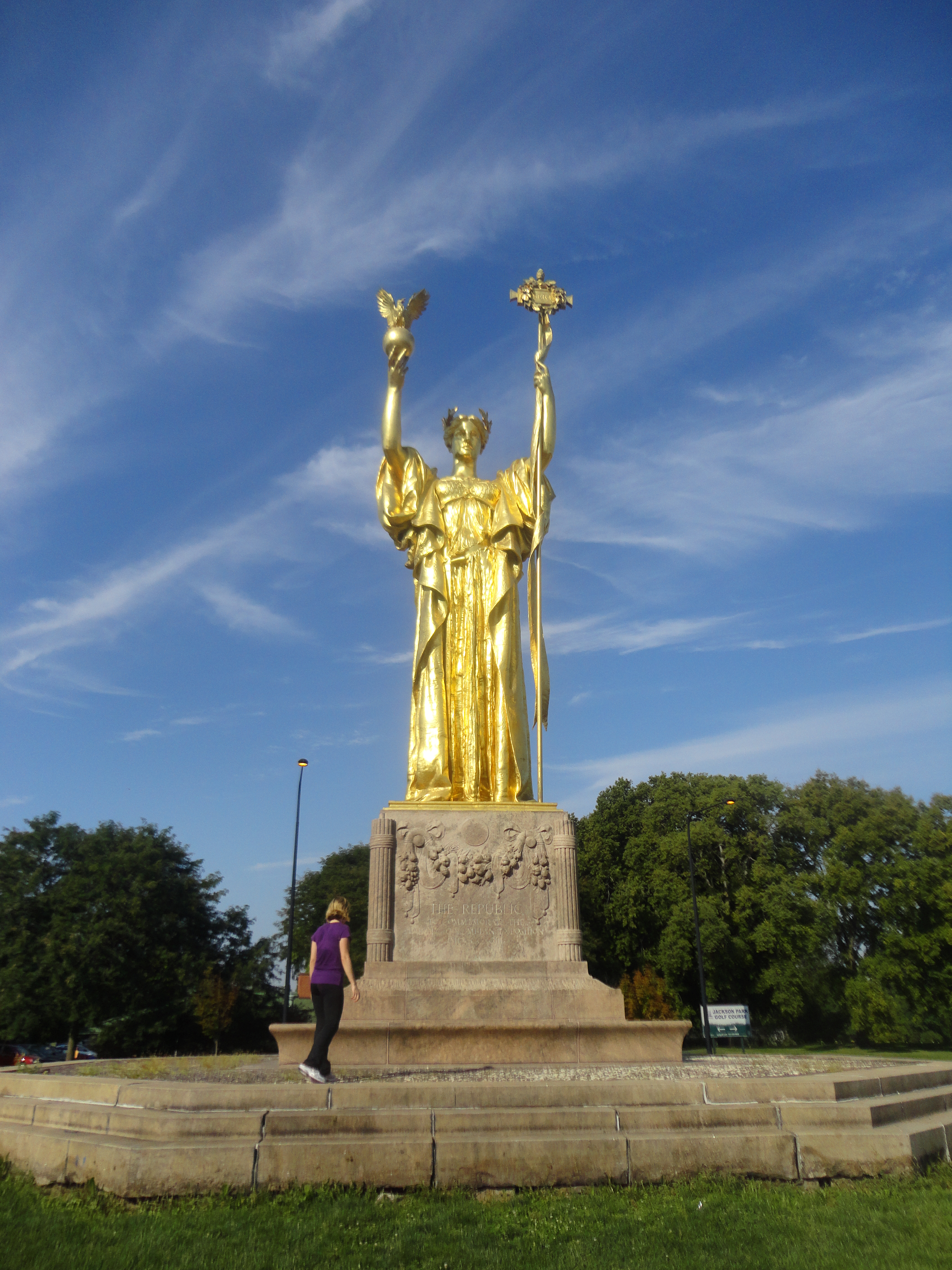
Replik Statue of the Republic, 1918

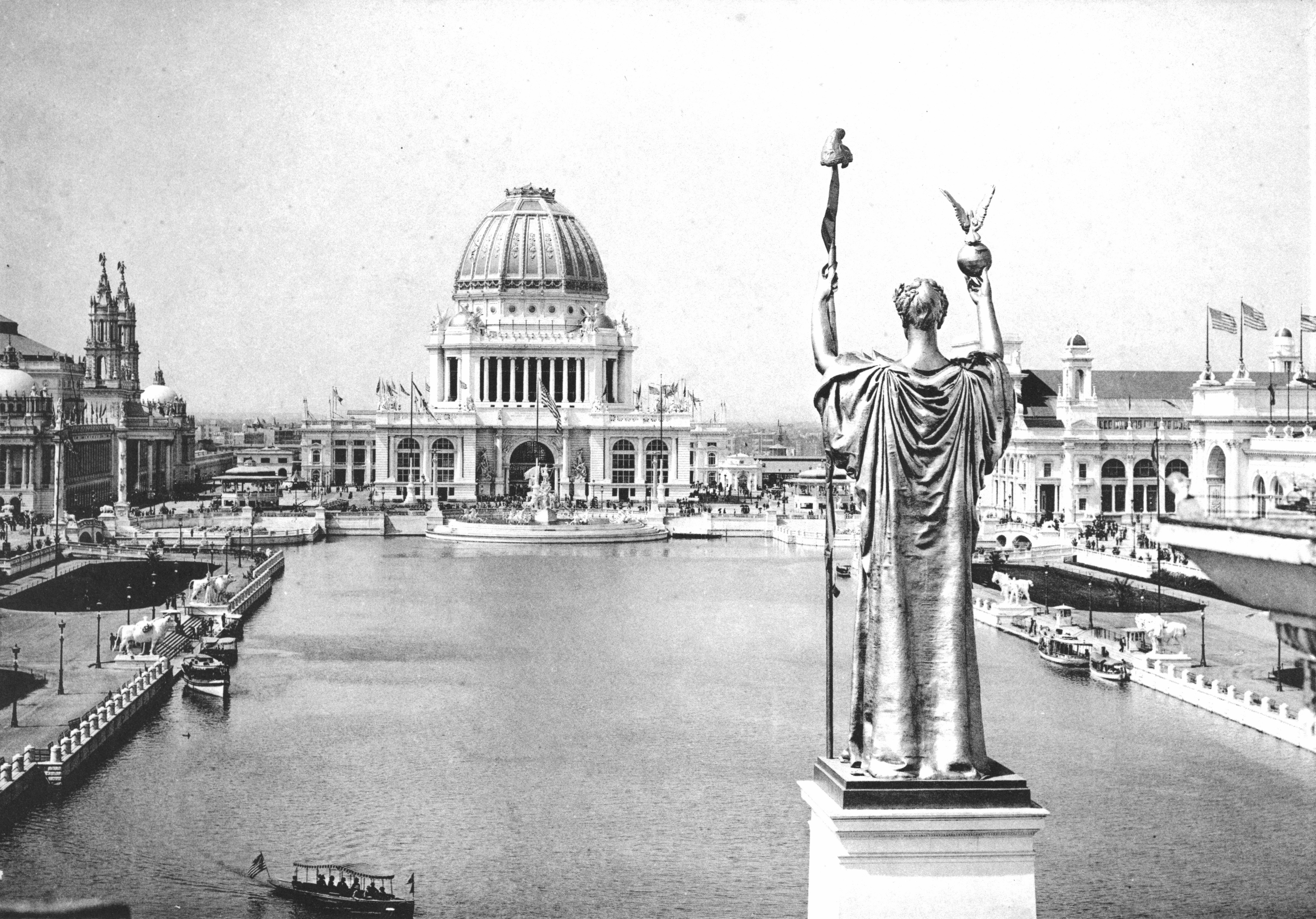
Statue The Republic von Daniel Chester French auf der World’s Columbian Exposition in Chicago, 1893

Edith Minturn Stokes (* 20. Juni 1867 in West New Brighton, Staten Island, New York City; † 12. Juni 1937 in Manhattan, New York City) war eine US-amerikanische Philanthropin und Muse für Künstler in der New-Yorker Gesellschaft des Gilded Age.

## Leben
Edith Minturn wurde als drittes Kind und zweite Tochter der insgesamt acht Kinder des Schiffsmagnaten Robert Bowne Minturn Jr. (1836–1889) und seiner Frau Susannah Shaw (1839–1926) geboren. Die Familie Minturn war sowohl politisch als auch durch Heirat mit anderen prominenten Familien gut vernetzt. Ihr Onkel, Robert Gould Shaw, wurde im Kampf getötet, während er im Sezessionskrieg das erste rein schwarze Regiment kommandierte.
Minturn wurde zu Hause erzogen, erhielt Musik- und Französischunterricht und unternahm eine „Grand Tour“ durch Europa, wie es damals von Frauen der Gesellschaft erwartet wurde.
Am 25. August 1895 heiratete Minturn in Pointe-au-Pic, Quebec, Isaac Newton Phelps Stokes (1867–1944). Das Paar hatte keine leiblichen Kinder, adoptierte aber 1908 ein dreijähriges Mädchen, Helen, eine Tochter des britisch-indischen Oberstleutnant Maldion Byron Bicknell und seiner Frau Mildred Bax-Ironside, die in Indien, wo sie stationiert waren, keine Kinder großziehen wollten. Helen heiratete zweimal, zuerst 1928 Edwin Katte Merrill, und hatte zwei Töchter und zwei Söhne. Ihr zweiter Ehemann war Donald Bush. Helen starb 2004.
Minturn Stokes litt in ihrem späten Leben an einer Reihe von Schlaganfällen und starb am 12. Juni 1937 in ihrem Haus in der Fifth Avenue 953 in New York City. Sie ist auf dem Friedhof der St. Paul’s Chapel in Manhattan beigesetzt.

## Philanthropin und Muse
Sie war Präsidentin der New York Kindergarten Association, leitete eine Nähschule für Immigrantinnen und war eine Spenderin für die St. George’s Episcopal Church in Manhattan.
Edith Minturn Stokes begann mit Modellstehen, indem sie an dem damals beliebten Zeitvertreib Tableaux vivants teilnahm; sie wurde dabei entdeckt und stand Daniel Chester French in seinem Atelier in Greenwich Village Modell.
So posierte sie für seine Skulptur The Republic, die das Herzstück des Ehrenhofs der World’s Columbian Exposition von 1893 in Chicago war. Es handelte sich um eine fast 20 Meter große mit Blattgold überzogene und mit einer beleuchteten Krone versehene Gipsstatue. Die Skulptur wurde 1896 durch ein Feuer zerstört, und der Bildhauer erhielt den Auftrag, eine kleinere Version, die Statue of the Republic, eine immer noch mehr als 7 Meter große, vergoldete Bronzeskulptur, anzufertigen, die 1918 aufgestellt wurde und heute noch steht.
Peter Marié sammelte eine Kollektion von Aquarell-auf-Elfenbein-Miniaturen von Schönheiten der Gesellschaft, und Minturn Stokes war eine derjenigen, die er auswählte. Die Miniatur von Fernand Paillet ist heute im Museum der The New York Historical ausgestellt.
John Singer Sargents Porträt Mr. und Mrs. I. N. Phelps Stokes ist in der amerikanischen Sektion des Metropolitan Museum of Art ausgestellt.